# Coignières
Coignières is een plaats in Frankrijk. Het ligt op 34 km ten westen van het centrum van Parijs, voorbij het Kasteel van Versailles. Het is een van de twaalf gemeenten van de nieuwe stad Saint-Quentin-en-Yvelines.
Er ligt station Coignières.

## Kaart
De Mauldre ontspringt op de grens tussen de gemeenten Coignères en Saint-Rémy-l'Honoré.De onderstaande kaart toont de ligging van Coignières met de belangrijkste infrastructuur en aangrenzende gemeenten.

## Demografie
Onderstaande figuur toont het verloop van het inwonertal, bron: INSEE-tellingen. 

## Websites
- (fr)  Statistische informatie op de website van INSEE

1. ↑  Populations de référence 2022.